# Neil Collins
Neil Collins (* 31. Oktober 1948) ist ein irischer Politikwissenschaftler und Hochschullehrer.

## Leben und Wirken
Neil Collins studierte Politikwissenschaft und Wirtschaftswissenschaft an der University of Newcastle und erwarb hier 1972 den Bachelorgrad. Anschließend setzte er sein Studium an der University of Liverpool fort, wo er 1975 die Magisterprüfung im Fach Politikwissenschaft ablegte. Von 1975 bis 1980 war er anschließend dort als wissenschaftlicher Assistent sowie als „Research Fellow“ an der University of Birmingham (Institute of Local Government Studies) tätig, außerdem von 1976 bis 1981 als Gast Assistent an der City University of New York. Von 1980 bis 1985 arbeitete er als Tutor an der Open University, im Jahre 1984 hatte er außerdem am Trinity College Dublin die Doktorprüfung (Ph.D.) bei Basil Chubb abgelegt. Bis 1989 wirkte er als Dozent an der University of Liverpool. Von 1990 bis 1998 lehrte Collins an der University of Ulster und wurde dort 1997 zu Professor ernannt. In der Zeit von 1999 bis 2013 hatte er dann eine Professur am University College Cork inne. Im Ruhestand lehrt Collins an der Nasarbajew-Universität in Kasachstan. Sein Forschungsschwerpunkt liegt vor allem beim politischen System Irlands und seiner öffentlichen Ordnung, außerdem beschäftigt er sich mit China und den Nachbarstaaten in Zentralasien. Sein Buch über „Irish politics today“ wurde mehrfach neu aufgelegt.
Im Jahre 2009 wurde Neil Collins Mitglied der britischen Academy of Social Sciences.

## Veröffentlichungen (Auswahl)
- Local government managers at work. The city and county manager system of local goernment in the Republic of Ireland. Institute of Public Administration, Dublin 1987, ISBN 0-906980-60-7 (= Dissertation Trinity College Dublin)

- (mit Frank McCann): Irish politics today. Manchester University Press, Manchester 1989, ISBN 0-7190-2307-6 (4. Aufl. 2001, mit Terry Cradden, ISBN 0-7190-6173-3).
- Politics and elections in nineteenth-century Liverpool. Scolar Press, Aldershot, Hants 1995, ISBN 1-85928-076-5.
- Political sleaze in the Republic of Ireland. In: Parliamentary affairs, Bd. 48 (1995), S. 697–710.
- Protecting the protected. The Greek agricultural policy network. In: Journal of European public policy, Bd. 2 (1995), S. 95–114.
- (mit Mary O’Shea): Understanding corruption in Irish politics. Cork University Press, Cork 2000, ISBN 1-85918-273-9.
- (mit Mary O’Shea): The Republic of Ireland. In: J. A. Chandler (Hrsg.): Comparative public administration. Routledge, London 2000, S. 98–125, ISBN 0-415-18457-6.
- (Hrsg., mit Terry Cradden): Political issues in Ireland today. 3. Aufl. Manchester University Press, Manchester 2004, ISBN 0-7190-6571-2).
- (mit Terry Cradden u. Patrick Butler): Modernising Irish government. The politics of administrative reform. Gill and Macmillan, Dublin 2007, ISBN 978-0-7171-4155-5.
- (mit Patrick Butler u. Richard Speed): The Europeanisation of the British political marketplace. In: Journal of marketing management, Bd. 27 (2011), S. 675–690.
- (mit Jörn-Carsten Gottwald): The Chinese model of the regulatory state. In: David Levi-Faur (Hrsg.): Handbook on the politics of regulation. Elgar, Cheltenham 2011, S. 142–155, ISBN 978-0-85793-759-9.
- (mit Andrew Cottey): Understanding Chinese politics. An introduction to government in the People's Republic of China. Manchester University Press, Manchester 2012, ISBN 978-0-7190-8427-0.
- (mit Patrick Butler): A marketing perspective on the rise of China. Monopoly, politics and value. In: Journal of marketing management, Bd. 31 (2015), S. 269–288.m
- (mit Kristina Bekenova): European cultural diplomacy. Diaspora relations with Kazakhstan. In: The international journal of cultural policy, Bd. 23 (2017), S. 732–750.
- Negotiated health diplomacy. A case study of the EU and Central Asia. In: The Hague journal of diplomacy, Bd. 13 (2018), S. 432–456.
- (mit Kristina Bekenova): Digital diplomacy. Success at your fingertips. In: Place branding and public diplomacy, Bd. 15 (2019), S. 1–11.
- (mit Kristina Bekenova): Knowing me, knowing you. Media portrayal of the EU in Kazakhstan. In: Europe Asia studies, Bd. 71 (2019), S. 1183–1204.

- (mit David O'Brian): The politics of everyday China. Manchester University Press, Manchester 2019, ISBN 978-1-5261-3180-5.
- New regimes, new policies. Research ethics development. A case study of Uzbekistan. In: Central Asian survey, Bd. 41 (2022), S. 596–609.
- (mit David O’Brien): Neo-mercantilism in action. China and small states. In: International politics, Bd. 60 (2023), S. 635–658.